# 总主教宫 (乌尔比诺)

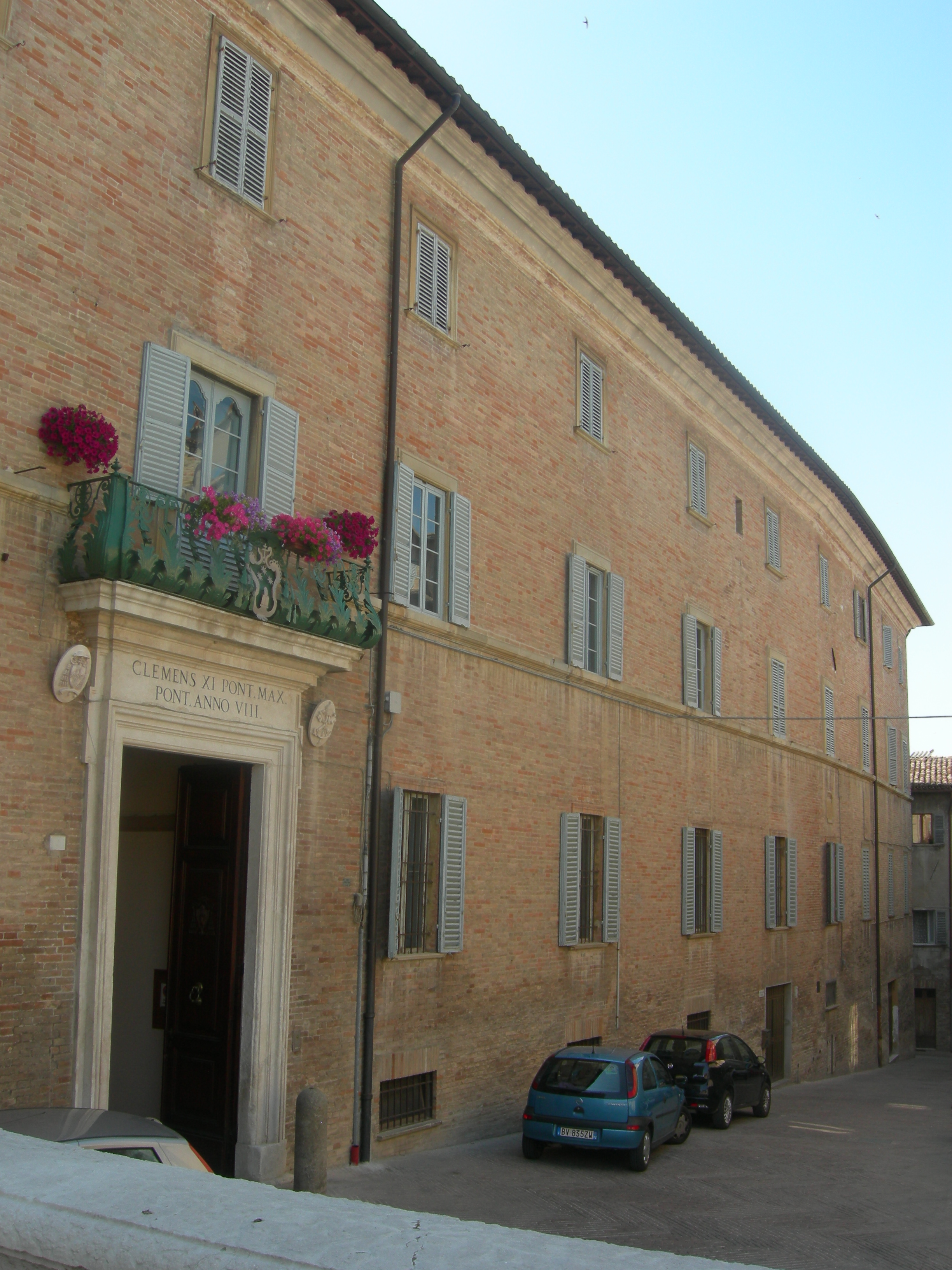

乌尔比诺的总主教宫（Palazzo Arcivescovile）是天主教乌尔比诺-乌尔班尼亚-圣安吉洛瓦多总教区总主教的住所，以及档案室等一些教区办公室的所在地。
其主立面设于乔瓦尼·帕斯科利广场（piazza Giovanni Pascoli）和via Beato Mainardo街，另一次要的立面设于via Porta Maia因哈德贝亚托，门玛亚和观相同的建筑。

## 历史
这座宫殿建于十一世纪，18世纪初教宗克勉十一世时期以当时的形式进行了翻新，工程完成于1708年。